# Injekce (medicína)

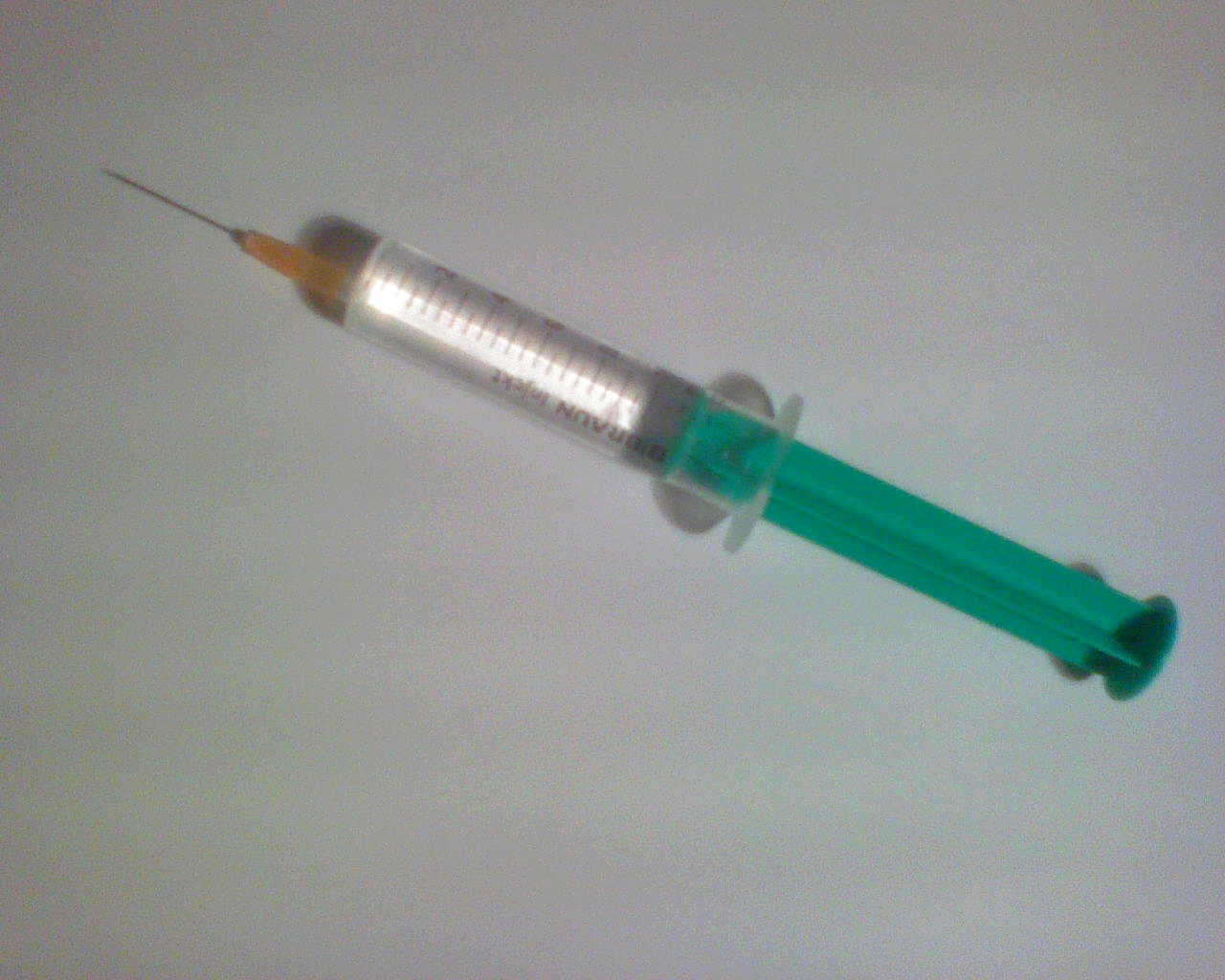
Injekční stříkačka.

Injekční přípravky jsou sterilní tekuté přípravky určené k parenterálnímu podání injekční jehlou na stříkačce nebo jiným vhodným způsobem (např. očkovací pistolí), nebo sterilní tuhé látky nebo výlisky (tablety), z nichž se injekční roztok připraví přidáním předepsané tekutiny v čas potřeby, rozředěním.
Injekce jako způsob aplikace se rozumí aplikace léčiva v objemu řádově do 30 ml, najednou v krátkém časovém intervalu. Jsou to roztoky, suspenze a emulze.

## Historie
Brzy po objevení krevního oběhu Williamem Harveyem (1578–1657) v roce 1616 se začalo s aplikací injekcí u zvířat. První intravenózní injekce byla podána v roce 1658 v Anglii. Aplikace byla tehdy velmi technicky nedokonalá a proto se o ní upustilo.
K první skutečnou injekční stříkačkou zavedl francouzský chirurg Pravaz v roce 1852. Skotský lékař Wood provedl v roce 1853 první skutečnou aplikaci jehlou do podkoží. Injekční stříkačku používal ruský lékař Lazarov. K rozšíření tohoto způsobu aplikace přispěli také mikrobiolog Louis Pasteur a německý lékař Robert Koch, kteří zdokonalili způsoby sterilizace. V roce 1886 pařížský lékárník Limousin zavedl jako vhodný obal pro injekce skleněnou ampuli.

## Význam injekčního podávání
Parenterální aplikace patří mezi nejúčinnější způsoby podávání léčiv.
- Výhody použití:
  - lze aplikovat v bezvědomí
  - aplikací dosáhneme rychlého účinku (křeče, bolesti, šok, zástava srdce)
  - nelze-li aplikovat léčivo z důvodu jeho biodegradace v trávicím traktu (inzulin)
  - stavy po operaci trávicího ústrojí

## Vlastnosti
Injekční přípravky jsou podle disperzní soustavy rozdělujeme na:
- čiré
- zakalené
- práškovité
- lyofilizované
  - mají charakter pórovité hmoty vzniklé mrazovou sublimací
- suspenzní
  - musejí mít odpovídající velikost částic.
- emulze
  - forma emulze musí vydržet alespoň 30 sekund po protřepání.

Vlastnosti injekce vhodné pro aplikaci:
- sterilita
  - injekce musí obsahovat nejvýše předepsané množství živých či mrtvých mikroorganismů.
- apyrogenita
  - injekce nesmí obsahovat pyrogenní látky, což jsou metabolické produkty mikroorganismů. Po aplikaci vyvolávají horečku.
- izotonické
  - mají stejný osmotický tlak jako krev.

## Pomocné látky
Jako rozpouštědlo se pro výrobu injekcí používají voda a organická rozpouštědla:

### Voda
Pro výrobu injekční roztoků se používá tzv. injekční voda (aqua pro injectione), což je redestilovaná nebo voda zbavená minerálů a posléze destilovaná.
V současné době se vyrábí pomocí reverzní osmózy. Reverzní osmóza je proces, kdy molekuly vody pronikají přes polopropustnou membránou do roztoku za využití osmotického tlaku.

### Hydrofobní rozpouštědla
Nejčastěji se jako rozpouštědla používají rostlinné oleje. Nejčastěji je to slunečnicový nebo olivový. Pro lepší rozpustnost lze použít také ethanol 40%, glycerol, butandiol, propylenglykol a makrogoly.
- ethanol 40%
- propylenglykol 60%
- makrogoly do 60%
- glycerol
- dimethylformamid
- dimetylacetamid
- butandiol
- olivový olej a slunečnicový olej

### Úprava osmózy injekčního roztoku
Osmotický tlak injekčního roztoku upravujeme pomocí chloridu sodného.

### Acidita injekcí
Pokud injekční roztok nedosahuje stejné kyselosti jako má krev je ji nutno upravit pomocí vhodných přísad. Mezi takové přísady patří:
- sůl kyseliny citrónové
- sůl kyseliny trihydrogenfosforečné

## Výroba
Injekční přípravky se vyrábějí pouze průmyslově. Plnění ampulí probíhá ve sterilních místnostech kam se vstupuje pouze ve speciálně upravených oblecích hygienickou smyčkou. Hygienická smyčka zajišťuje, že pracovník projde předepsanou očistou a podrobí se desinfekci. Sterilní nebo přesněji čistá místnost je prostor klimatizací, která umožňuje redukovat počet částic vzduchu a teplotu místnosti. V místnosti panuje přetlak, který zamezí průniku částic vzduchu do čistého prostoru.

### Samotná výroba má pět stupňů
- příprava roztoku s léčivem a sterilizace ampulí
- plnění
- sterilizace
- kontrola těsnosti ampule
- adjustace / balení/

## Zkoušky
Pro zkoušení injekčních roztoků provádíme tyto speciální zkoušky:
- objem kapaliny v ampuli
- hmotnostní stejnoměrnost
- pyrogenitu
- zkouška těsnosti ampulí
  - ampule vložíme do vakuové skříně a zcela ponoříme do barevného roztoku. Potom se zvýší tlak po dobu 20 minut. Ampule vyjmeme, omyjeme a porovnáváme změnu barvy na bílém pozadí.

### Injekční roztoky se aplikují
- intravenózně (i. v.) – do žíly;
- intramuskulárně (i. m.) – do svalu;
- subkutánně (s. c.) – pod kůži;
- submukózně – pod sliznici;
- intraartikulárně (i. a.) – do kloubů;
- periartikulárně (p. a.) – do okolí kloubů;
- intrathekálně – do páteřního kanálu;
- epidurálně – do prostotu míšních obalů;
- periorbitálně – do okolí očnice;
- intraarterialní-(i.a) do tepny
- intrakardiální-(i.c) do srdce
- intraosealní-(i.o.) do kosti